# Willem in Beieren
Willem in Beieren (Gelnhausen, 10 november 1752 – Bamberg, 8 januari 1837) was van 1789 tot 1799 de laatste hertog van Palts-Birkenfeld-Gelnhausen en van 1799 tot aan zijn dood hertog in Beieren. Hij behoorde tot het huis Palts-Birkenfeld-Gelnhausen.

## Levensloop
Willem was de zoon van hertog Johan van Palts-Birkenfeld-Gelnhausen uit diens huwelijk met wild- en rijngravin Sophia Charlotte van Salm-Dhaun. Hij huwde op 30 januari 1780 met Maria Anna (1753-1824), dochter van hertog Frederik Michael van Palts-Birkenfeld.
In 1778 werd hij benoemd tot erelid van de Beierse Academie van Wetenschappen en in 1789 volgde hij zijn oudere broer Karel Johan Lodewijk op als hertog van Palts-Birkenfeld-Gelnhausen. Willem resideerde in Landshut en sloot in 1797, als laatste erfgerechtigde verwant, met de toekomstige keurvorst Maximiliaan I Jozef van Beieren het Ansbacher Hausvertrag, waarin de eenheid en ondeelbaarheid van de Wittelsbachse landerijen werden vastgelegd. Nadat Maximiliaan Jozef in 1799 aantrad als keurvorst van Beieren, kreeg Willem in februari 1799 de titel van hertog in Beieren. In 1803 werd Willem als zwager van de Beierse keurvorst eveneens benoemd tot stadhouder van het hertogdom Berg. Hij bleef dit tot in 1806, toen Berg werd ingenomen door de troepen van Napoleon. Tijdens zijn periode als stadhouder kon hij niet in het verwoeste Slot van Düsseldorf resideren. In plaats daarvan verbleef hij in het stadhouderlijke paleis van Düsseldorf en het Slot van Benrath.
Na de secularisatie van Beieren verwierf Willem in 1813 het vroegere klooster van Banz. Dit verkocht hij later aan de Orde van de Engelen, waarbij de omliggende bossen in het bezit van zijn familie bleven.
Hij overleed in januari 1837 op 84-jarige leeftijd. Willem werd bijgezet in de familiecrypte van de hertogen in Beieren in Tegernsee, terwijl zijn hart werd bijgezet in de kloosterkerk van Banz.

## Nakomelingen
Willem en zijn echtgenote Maria Anna kregen drie kinderen:
- een doodgeboren zoon (1782)
- Maria Elisabeth (1784-1849), huwde in 1808 met de Franse maarschalk Louis Alexandre Berthier
- Pius August (1786-1837), hertog in Beieren

- Gemeinsame Normdatei: 118849921
- International Standard Name Identifier: 0000 0003 8181 9669
- Library of Congress Control Number: n88212159
- Système universitaire de documentation: 180463357
- Virtual International Authority File: 262142746
- WorldCat: E39PBJfCympJcPt4V3KF79qhHC